# The Lebrón Brothers
The Lebrón Brothers sont une famille musicale, formée des frères Pablo, Jose, Angel, Carlos et Frankie qui sont nés à Porto Rico et ont grandi à Brooklyn, New York.
Ils assurent le chant et la section rythmique du groupe.

## Historique
Les membres du groupe original étaient Gabe Gil - saxophone alto, Tito Ocasio - Timbales, Hector Lebron - Congas, Eddie DeCupe - Trompette, Elliot Rivera, chant, Felix Rivera, trompette.
Frankie LeBron a ensuite remplacé Frankie Rodriguez qui a remplacé son cousin Hector LeBron aux congas.
Les frères sont nés à Aguadilla, Porto Rico, de Francisco Lebron Feliciano, né à Lares et Julia Lebron Rosa Sosa, née à Aguada, mais qui ont grandi à Brooklyn, New York.
Ils ont grandi dans un environnement musical.
L'aîné, Pablo, faisait partie d'un trio qui s'appelait "Las Tres Monedas".
Leur sœur Maria a chanté dans des émissions de radio à Porto Rico avant que la famille ne déménage aux États-Unis.
Les jeunes frères ont formé leur propre groupe de rhythm and blues dès leur plus jeune âge.
Ils ont joué dans des spectacles à Brooklyn.
En 1966, ils entendirent quelque chose qui leur a plu à la radio, c'était le boogaloo.
Le boogaloo était un mélange de rythmes latins avec des paroles en anglais.
Ils ont été particulièrement influencés par "The Joe Cuba Sextette" - la chanson intitulée "To Be With You" en particulier.
José a abandonné la guitare et a commencé à jouer du piano.
Angel est passé de la guitare basse à la contrebasse {baby bass}.
Carlos est passé de la guitare aux bongos et à la clave.
Au début de 1967, Jose a appelé Cotique Records, a parlé à George Goldner et a demandé une audition.
L'audition était fixée à la semaine suivante.
George a été impressionné par leur audition, mais il y avait un problème : ils n'avaient pas de chansons originales.
George Goldner a dit qu'il reviendrait dans une semaine et leur a demandé de préparer des chansons originales qu'il pourrait écouter.
Les frères se sont réunis pour voir ce qui pouvait être fait.
Même si José n'avait jamais composé de chanson auparavant, il a été choisi pour en faire l'écriture.
Au cours de cette semaine, il a réussi à écrire huit chansons.
Pablo a été invité par ses frères à faire une chanson avec eux, et il a décidé de quitter son propre groupe, La Sonora Arecibena, et de rejoindre ses frères.
Ils ont enregistré une semaine plus tard.
Le premier album des Lebron Brothers, "Psychedelic Goes Latin", a été un énorme succès, et le groupe a fini par enregistrer 16 albums pour le label Cotique.
Les Lebron Brothers ont apporté leur propre style au genre latin, un mélange de soul Motown et de rythmes latins.
Leurs refrains ressemblaient plus à des chœurs de groupes de soul.
En 1970, Jose Lebron a composé « Salsa y Control », une chanson qui a contribué à donner à une large catégorie de musique latine le nom de « salsa ».
Jusqu'alors le mambo, le son montuno, la guaracha, le guaguanco, le cha cha cha etc. n'avaient pas de genre.
"SALSA Y CONTROL" a contribué à donner à cette musique le nom qui est désormais connu et reconnu dans le monde entier, même si, pour être tout à fait correct, le premier groupe à utiliser le nom de salsa était Cheo Marquetti y los salseros,  un groupe cubain de la fin des années 1950, mais le terme salsa a été principalement adopté pour représenter une nouvelle combinaison de sons et instruments à la fin des années 60,
en grande partie en lien avec la Fania et où un terme était nécessaire pour pouvoir commercialiser les nouveaux sons.
En 1982, Pablo Lebron est victime d'un accident vasculaire cérébral et se retrouve ensuite en fauteuil roulant.
Le 13 juillet 2010, Pablo Lebron décède.
le 9 septembre 2020, le cadet, Frankie, décède de complications du diabète à l'âge de 64 ans.
Les Lebron Brothers sont toujours actifs.
Ils font le tour du monde et, ces dernières années, ont enregistré des chansons numéro un telles que SI ME PERMITE, CULEBRA, NO ME CELES et COMPLICADOS.
Les Lebron Brothers ont remporté le prix 2012 du meilleur orchestre international de salsa à Cali, en Colombie .

## Discographie
Dernièrement le groupe a sorti plusieurs singles enregistrés à Cali : Si Me Permite (2007); Verdadero Guaguancó (2008); Complicados - Culebra (2009); No Me Celes (2010); Que Haces Aquí (2012).
| Psychedelic Goes Latin     | 1967 | Fania/Cotique     |
| The Brooklyn Bums          | 1968 | Fania/Cotique     |
| I Believe                  | 1969 | Fania/Cotique     |
| Brothers                   | 1970 | Fania/Cotique     |
| Salsa y Control            | 1970 | Fania/Cotique     |
| Llegamos                   | 1970 | Fania/Cotique     |
| Pablo                      | 1971 | Fania/Cotique     |
| Picadillo a la Criolla     | 1971 | Fania/Cotique     |
| El La Union Esta La Fuerza | 1972 | Fania/Cotique     |
| Asunto de Familia          | 1973 | Fania/Cotique     |
| Lebron 4 + 1               | 1974 | Fania/Cotique     |
| Distinto y Diferente       | 1976 | Fania/Cotique     |
| 10th Aniversario           | 1977 | Fania/Cotique     |
| The New Horizon            | 1978 | Fania/Cotique     |
| La Ley                     | 1980 | Fania/Cotique     |
| Hot Stuff (Lebron)         | 1981 | Fania/Cotique     |
| Criollo                    | 1982 | Fania/Cotique     |
| Salsa Lebron               | 1986 | Caiman Records    |
| El Boso                    | 1988 | EAR               |
| Cuidala                    | 1989 | Exclusivo         |
| Paraiso con los Lebron...  | 1990 | Astroson Records  |
| Lo Mejor                   | 1992 | Fania/Cotique     |
| Ahora Te Toca A Ti...      | 1995 | Boso Records      |
| Lo Mistico...              | 1996 | Fania/Cotique     |
| 35th Anniversary           | 2002 | Exclusivo Records |
| Made in Colombia           | 2004 | Exclusivo Records |
| 40th Anniversary vol.1     | 2006 | Exclusivo Records |
| 40th Anniversary vol.2     | 2007 | Exclusivo Records |

## Membres
- Jose Lebron - Piano, Voix, Composition, Arrangement et Chœur
- Angel Lebron - Basse, Chant, Composition, Arrangement
- James Lebron - Chant, Cuivres, Composition
- Carlos Lebron - Bongo, Percussionniste, Cloche, Chant, Composition
- Frank Lebron - Conga, percussionniste
- Pablo Lebron - Voix